# 1. liga národní házené mužů 2007/2008
1. liga národní házené mužů 2007/08 byla v Československu nejvyšší ligovou soutěží mužů v házené. Zúčastnilo se jí 12 klubů, titul získalo družstvo TJ DIOSS Nýřany. V předchozí sezóně se hrál ročník 2006/07, v následující sezóně ročník 2008/09.

## Stupně vítězů
| Zlato           | Stříbro    | Bronz       | 4 místo      |
| --------------- | ---------- | ----------- | ------------ |
| TJ DIOSS Nýřany | 1. NH Brno | Sokol Krčín | Sokol Svinov |

## Systém soutěže
Nejvyšší soutěže v národní házené mužů na území ČR se v sezóně 2007/08 zúčastnilo celkem 12 klubů. Hrálo se dvoukolově systémem každý s každým, poté kluby na 1. až 8. místě postoupily do play-off a kluby na 11. a 12. místě měly původně sestoupit do 2. ligy. Ovšem 9. Žeravice po skončení tohoto soutěže vystoupily ze Svazu národní házené (SNH) a tak se nakonec v 1. lize zachránily 11. Příchovice.

## Rozmístění klubů v jednotlivých krajích
| Kraj            | Počet klubů | Kluby                             |
| --------------- | ----------- | --------------------------------- |
| Plzeňský        | 4           | Nýřany, Příchovice, Stupno, Újezd |
| Moravskoslezský | 3           | Stará Ves, Studénka, Svinov       |
| Praha           | 1           | Čakovice                          |
| Středočeský     | 1           | Stará Huť                         |
| Královéhradecký | 1           | Krčín                             |
| Jihomoravský    | 1           | Brno                              |
| Olomoucký       | 1           | Žeravice                          |

## Tabulka
| Poř. | Tým                         | Z  | V  | R | P  | VG  | OG  | B  |
| ---- | --------------------------- | -- | -- | - | -- | --- | --- | -- |
| 1.   | 1.NH Brno                   | 22 | 16 | 2 | 4  | 413 | 362 | 34 |
| 2.   | TJ DIOSS Nýřany             | 22 | 16 | 2 | 4  | 460 | 392 | 34 |
| 3.   | Sokol Krčín                 | 22 | 14 | 3 | 5  | 377 | 291 | 31 |
| 4.   | TJ Plzeň-Újezd              | 22 | 15 | 0 | 7  | 403 | 358 | 30 |
| 5.   | Sokol Svinov                | 22 | 11 | 4 | 7  | 355 | 342 | 26 |
| 6.   | TJ Avia Čakovice            | 22 | 11 | 1 | 10 | 373 | 394 | 23 |
| 7.   | TJ Stará Huť                | 22 | 10 | 2 | 10 | 410 | 413 | 22 |
| 8.   | TJ Stará Ves nad Ondřejnicí | 22 | 9  | 0 | 13 | 365 | 379 | 18 |
| 9.   | SK Žeravice                 | 22 | 7  | 2 | 13 | 364 | 389 | 16 |
| 10.  | Sokol Stupno                | 22 | 4  | 4 | 14 | 361 | 418 | 12 |
| 11.  | TJ Příchovice               | 22 | 5  | 0 | 17 | 360 | 439 | 10 |
| 12.  | SK Studénka                 | 22 | 2  | 4 | 16 | 332 | 396 | 8  |

Poznámky:
- Z = Odehrané zápasy; V = Vítězství; R = Remízy; P = Prohry; VG = Vstřelené góly; OG = Obdržené góly; B = Body
- O pořadí na 1. a 2. místě rozhodly vzájemné zápasy
- 10. kolo
- Brno - Nýřany 25:21,
- 21. kolo
- Nýřany - Brno 22:24

Kvalifikace nebo sestup
|  | Postup do play-off                              |
|  | Klub po této sezóně ukončil svoji činnost v SNH |
|  | Sestup do 2. ligy                               |

## Play-off

### 1. čtvrtfinále - vítěz 1.NH Brno 30:22
- Stará Ves - Brno 11:11 (6:6)
- Brno - Stará Ves 19:11 (8:7)

### 2. čtvrtfinále - vítěz TJ DIOSS Nýřany 43:39
- Stará Huť - Nýřany 26:25 (14:14)
- Nýřany - Stará Huť 18:13 (7:8)

### 3. čtvrtfinále - vítěz Sokol Krčín 33:27
- Čakovice - Krčín 13:15 (6:7)
- Krčín - Čakovice 18:14 (9:7)

### 4. čtvrtfinále - vítěz Sokol Svinov 41:39
- Svinov - Újezd 22:15 (13:8)
- Újezd - Svinov 24:19 (11:13)

### 1. semifinále - vítěz 1.NH Brno 35:34
- Svinov - Brno 15:19 (11:12)
- Brno - Svinov 16:19 (9:8)

### 2. semifinále - vítěz TJ DIOSS Nýřany 37:30
- Krčín - Nýřany 17:20 (9:9)
- Nýřany - Krčín 17:13 (7:7)

### O 3. místo - vítěz Sokol Krčín 28:25
- Svinov - Krčín 15:11 (7:8)
- Krčín - Svinov 17:10 (8:6)

### Finále - vítěz TJ DIOSS Nýřany 42:35
- Nýřany - Brno 22:14 (11:8)
- Brno - Nýřany 21:20 (10:10)

## 5 nejlepších střelců ligy
| Poř. | Jméno        | Klub      | Počet branek | Průměr branek na zápas |
| 1.   | Pavel Titl   | Újezd     | 182          | 8,27                   |
| 2.   | Jiří Pešek   | Stará Huť | 170          | 8,1                    |
| 3.   | Jan Petr     | Brno      | 163          | 7,76                   |
| 4.   | Jiří Tománek | Svinov    | 159          | 7,23                   |
| 5.   | Radek Šinágl | Stará Huť | 151          | 7,55                   |